# Gens Comínia
La gens Comínia (en llatí Cominia gens) va ser una gens romana d'origen plebeu. Cominius també va ser un cognomen de la gens Pòncia.
Cap membre de la gens Comínia va obtenir alts càrrecs de l'estat i encara que es coneix un Pòstum Comini Aurunc que va ser cònsol l'any 501 aC, se sap que aquest era patrici i probablement formava part de la gens Postúmia.
Alguns dels personatges principals van ser: 
- Comini, tribú de la plebs.
- Luci Comini, tribú militar a l'exèrcit del dictador Luci Papiri Cursor l'any 325 aC.[3]
- Comini, comandant d'una tropa de cavalleria a l'exèrcit de Tiberi Semproni Grac a Hispània el 178 aC.[4]
- Sext Comini, cavaller romà que va patir les exaccions de Verres.[5]
- Publi Comini, cavaller romà
- Luci Comini (o Gai Comini), cavaller romà
- Quint Comini, oficial de Juli Cèsar fet presoner junt amb Luci Ticida pel comandant pompeià Gai Virgili, prop de Tapsos l'any 47 aC.[6]
- Luci Comini Pedari, nomenat per August per ajudar a Marc Valeri Messala Corví en la seva superintendència sobre els aqüeductes.[7]
- Gai Comini, cavaller romà que va difondre un libel contra Tiberi. L'emperador el va perdonar per la intercessió del seu germà Comini, que era senador l'any 24.[8]
- Ponti Comini, militar romà